# JVG

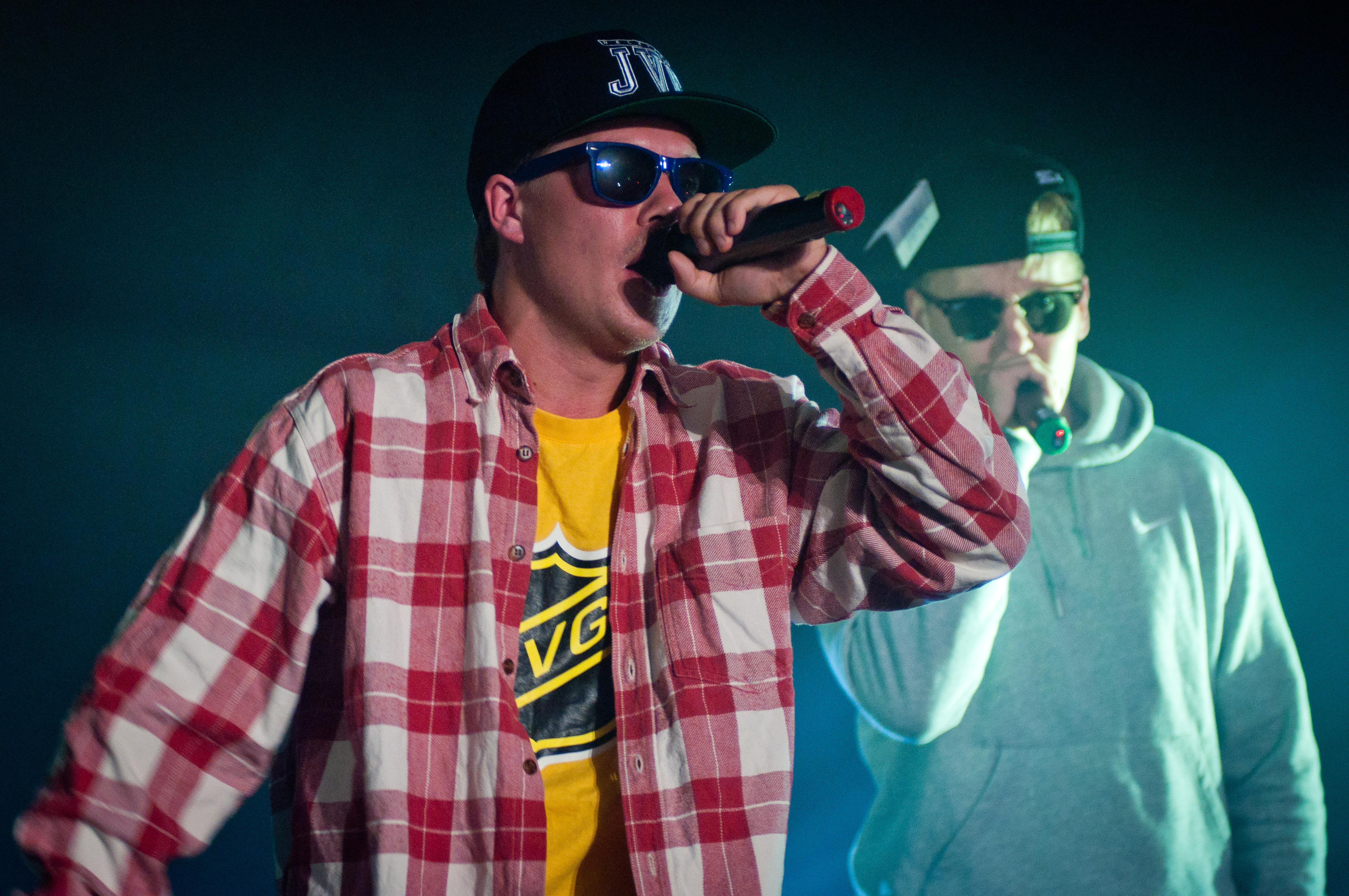
JVG

JVG (tidigare Jare & VilleGalle) är en rap-duo från Helsingfors i Finland bestående av Jare Joakim Brand, född 8 oktober 1987, och Ville-Petteri Galle, född 4 oktober 1987. Duons första skiva, Mustaa kultaa, släpptes 27 april 2011 på skivbolaget Monsp Records, och redan i juni samma år hade den sålt guld.[källa behövs] Duons andra skiva, jvg.fi, släpptes 30 maj 2012.
Jare Brand och VilleGalle träffade varandra i åttonde klass. Båda två har spelat sport då VilleGalle spelade ishockey i Jokerit till A-juniorer, medan Jare Brand spelade fotboll i Puotinkylän Valtti och amerikansk fotboll i Helsingfors Wolverine. Jare Brand och VilleGalle skriver mestadels om sporter och snus i sina sånger.[källa behövs]
JVG:s tredje skiva Voitolla yöhön släpptes 28 februari 2014.